# بارون بیکاش دوان
بارون بیکاش دوان (بنگالی: বরুন বিকাশ দেওয়ান؛ زادهٔ ۲ اکتبر ۱۹۷۳) بازیکن فوتبال اهل بنگلادش بود.
وی همچنین در تیم‌های ملی فوتبال زیر ۲۳ سال بنگلادش، و بنگلادش بازی کرده است.